# Loxosceles puortoi
Espèce
Loxosceles puortoi est une espèce d'araignées aranéomorphes de la famille des Sicariidae.

## Distribution
Cette espèce est endémique du Tocantins au Brésil,.

## Publication originale
- Martins, Knysak & Bertani, 2002 : A new species of Loxosceles of the laeta group from Brazil (Araneae: Sicariidae). Zootaxa, no 94, p. 1-6.